# مسجد طوبا شاهي
مسجد طوبا شاهي (بالأذرية: Tuba Şahi məscidi) - هو مسجد في مقاطعة مردكان بمدينة باكو.
يعتبر نصب معماري لأذربيجان. تأسس طوبا شاهي في القرن 15، ويأخذ اسمه من اسم المرأة التي طلبت بنائه. توجد نقوش على جدران المسجد تؤكد أنه تم بنائه بين سنتي 1481 و1482م.
ويوجد في المسجد نقش آخر يقع عند المدخل، ويشير هذا النقش الذي ينتمي على ما يبدو إلى مسجد قديم في القرية إلى وقت بنائه محرم 774 هـ (1372م) ويحمل اسم «سدرة حاجي بهاء الدين بن خوجة نور الدين بن محمود عبايل». يشبه التصميم الداخلي للمسجد تصميم فناء وثكنات قصر الشروانشاهيين.

## اتظر أيضًا
- قائمة مساجد باكو